# Struthiopteris loxensis
Struthiopteris loxensis là một loài thực vật có mạch trong họ Blechnaceae. Loài này được (Kunth) Maxon miêu tả khoa học đầu tiên năm 1938.